# (5604) 1992 FE
1992 أف إي (ويعرف أيضًا باسم (5604) 1992 أف إي وفق تسمية الكوكب الصغير) (بالإنجليزية: 1992 FE)‏ هو كويكب ضمن حزام الكويكبات؛ وترتيبه 5604 من حيث الاكتشاف.
اكتُشف هذا الجُرم الفلكي بواسطة روبرت إتش ماكنوت في 26 مارس 1992.

## وصلات خارجية
- (5604) 1992 FE في قاعدة بيانات مختبر الدفع النفاث لأجرام النظام الشمسي الصغيرة

- الاكتشاف · مخطط المدار ·  العناصر المدارية · المعلمات المادية

- (5604) 1992 FE على موقع ويكي سكاي: DSS2, SDSS, GALEX, IRAS, Hydrogen α, X-Ray, Astrophoto, Sky Map, Articles and images